# Castelnau-de-Lévis
Castelnau-de-Lévis (okzitanisch Castèlnòu de Lèvis) ist eine französische Gemeinde mit 1.615 Einwohnern (Stand: 1. Januar 2022) im Département Tarn in der Region Okzitanien. Sie gehört zum Arrondissement Albi und zum Kanton Albi-3 (bis 2015: Kanton Albi-Nord-Ouest).

## Geografie
Castelnau-de-Lévis liegt etwa fünf Kilometer nordwestlich des Zentrums von Albi am Rande des Cevennen-Gebirges. Der Tarn begrenzt die Gemeinde im Süden. Umgeben wird Castelnau-de-Lévis von den Nachbargemeinden Castanet im Norden und Nordwesten, Sainte-Croix im Norden, Cagnac-les-Mines im Nordosten, Albi im Osten und Südosten, Terssac im Süden, Marssac-sur-Tarn im Südwesten, Labastide-de-Lévis im Westen sowie Bernac im Nordwesten.

## Geschichte
Castelnau-de-Lévis wurde 1234 als Bastide gegründet.

## Bevölkerungsentwicklung
| 1962                       | 1968 | 1975 | 1982 | 1990 | 1999 | 2006 | 2017 |
| -------------------------- | ---- | ---- | ---- | ---- | ---- | ---- | ---- |
| 571                        | 686  | 946  | 1145 | 1308 | 1403 | 1520 | 1594 |
| Quellen: Cassini und INSEE |      |      |      |      |      |      |      |

## Sehenswürdigkeiten
- Kirche Saint-Barthélemy, Monument historique
- Burgruine von Castelnau-de-Lévis, 1235 als Burg für Sicard Alaman, einen Vasallen Raimunds VII., erbaut

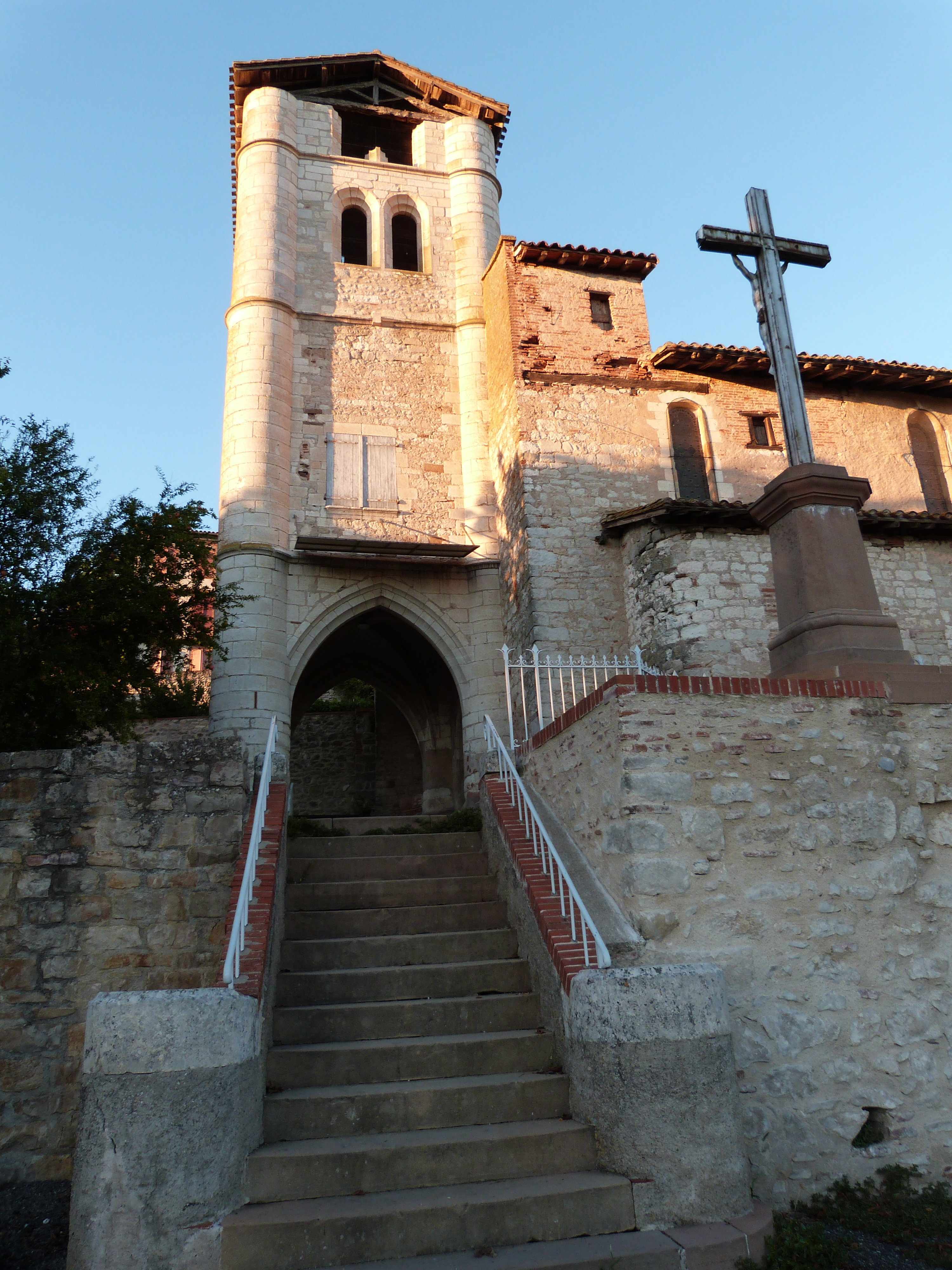
Kirche Saint-Barthélemy
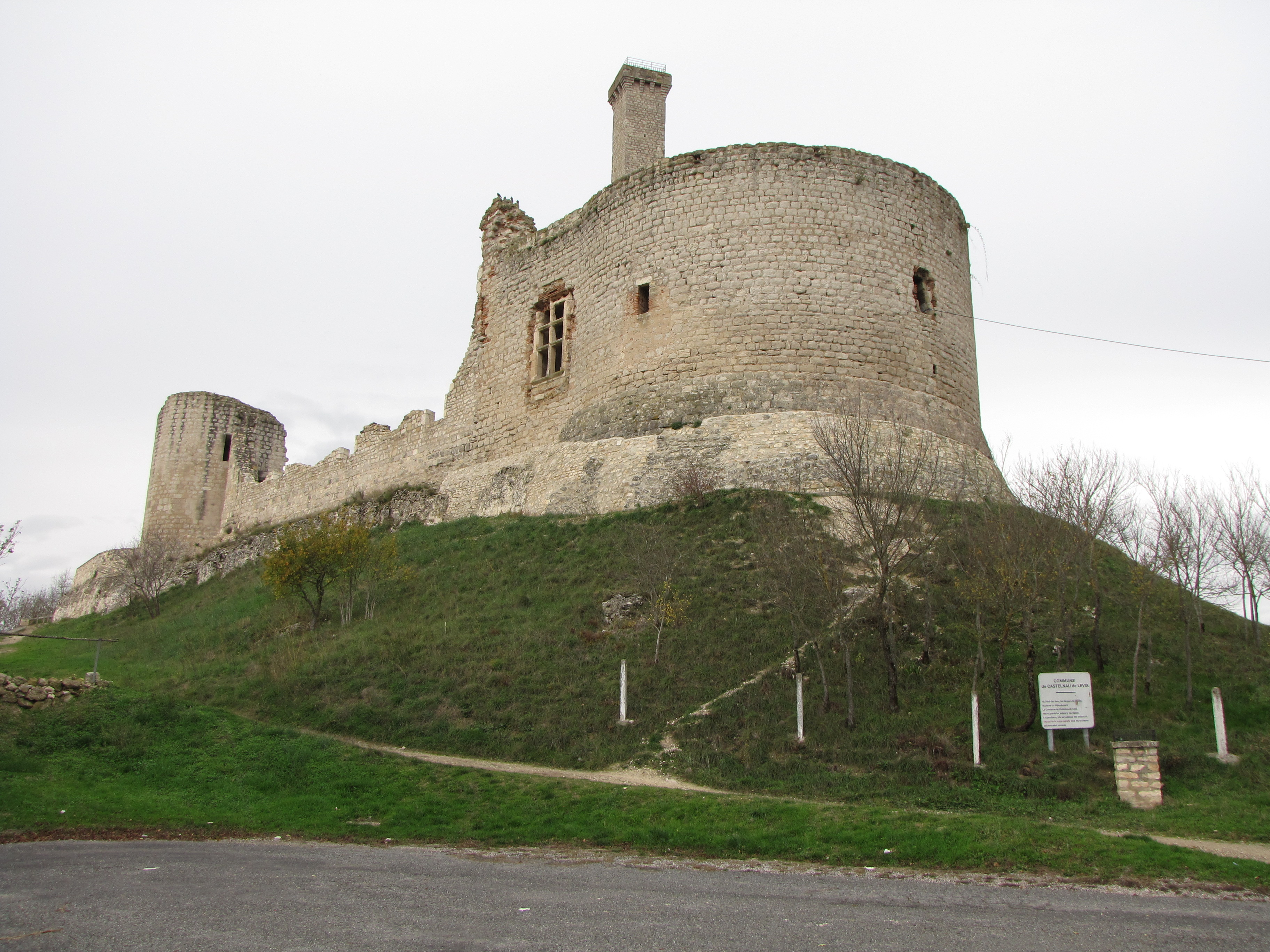
Burgruine von Castelnau-de-Lévis